# Usseira
Usseira é uma povoação portuguesa sede da Freguesia de Usseira do Município de Óbidos, freguesia com 7,12 km² de área e 954 habitantes (censo de 2021), tendo, por isso, uma densidade populacional de 134 hab./km².
Foi criada pela Lei n.º 75/89, de 28 de agosto, com lugares desanexados da Freguesia de São Pedro.

## Demografia
A população registada nos censos foi:
| Distribuição da População por Grupos Etários | Distribuição da População por Grupos Etários | Distribuição da População por Grupos Etários | Distribuição da População por Grupos Etários | Distribuição da População por Grupos Etários |
| -------------------------------------------- | -------------------------------------------- | -------------------------------------------- | -------------------------------------------- | -------------------------------------------- |
| Ano                                          | 0-14 Anos                                    | 15-24 Anos                                   | 25-64 Anos                                   | > 65 Anos                                    |
| 2001                                         | 149                                          | 125                                          | 465                                          | 179                                          |
| 2011                                         | 136                                          | 106                                          | 492                                          | 219                                          |
| 2021                                         | 104                                          | 82                                           | 544                                          | 224                                          |

## História
Desanexada da freguesia de Óbidos (S.Pedro), à qual sempre pertenceu, a freguesia de Usseira foi criada a 28 de agosto de 1989; pertence ao Município de Óbidos, no Distrito de Leiria e tem por orago Santa Luzia.
O topónimo "Usseira" parece ser um derivado de "usso", o mesmo que "urso", podendo ser uma referência à fauna local na época da atribuição do topónimo deste antigo lugar de Óbidos (S.Pedro).
Dada a integração no território da freguesia de Óbidos (S.Pedro), é quase impossível descrever o passado do território da freguesia da atual freguesia de Usseira sem recorrer à História da freguesia de origem; assim, dada a existência de lendas que giram em volta da presença dos antigos povos peninsulares no local, difícil será de confirmar esse facto.
Porém, sabe-se que a região foi habitada pelos romanos e mais tarde pelos árabes, tendo sido a estes conquistados por D.Afonso Henriques em 1148. Em 1186, D.Sancho I vai residir para Óbidos, desenvolvendo e povoando grande parte do centro da localidade. Mais tarde D.Afonso II doa a vila de Óbidos a sua mulher D.Urraca. Posteriormente, também D.Sancho II veio residir para Óbidos, em 1224; foi no reinado deste monarca que o Conde de Bolonha, irmão do rei, pôs um apertado cerco à vila de Óbidos, que durou oito meses. Outra doação ocorreu alguns anos mais tarde, quando D. Dinis doou a vila a sua esposa, a Rainha D.Isabel de Aragão, passando o senhorio de Óbidos a pertencer à Casa das Rainhas, até 1834. Outra doação ocorreu no reinado de D.Fernando que doou Óbidos a sua mulher, D.Leonor Teles. D.João I deu à Rainha D. Filipa a vila de Óbidos, conjuntamente com outras.
Localiza-se na freguesia de Usseira o manancial de água que outrora alimentou o aqueduto que abastecia a vila de Óbidos, e que foi mandado construir em 1573 por D. Catarina, esposa de D. João III.

## Património
Do património edificado ressaltam os templos de culto e os moinhos de vento. Sobre estes últimos escrevia, em 1928, Luís Freitas Garcia: “É um dos mais elevados pontos da região. O cimo de um monte com três moinhos a trabalhar, lançando aos ares a canção viva das olarias presas às velas... A paisagem diz riqueza. Numa manhã de sol resplandecente: e tem então o sabor esquisito duma écloga virgiliana”.
A capela de Santa Luzia uma preciosidade. O magnífico púlpito de pedra, seiscentistas, que se diz tradicionalmente proveniente do convento de S.Miguel das Gaeiras. É talvez o mais belo púlpito de todo o concelho. Este templo apresenta uma traça arquitetónica bastante interessante.
Para além dos montes onde se encontram os moinhos, é também um importante local de interesse turístico o Talefe.
A nível económico realçam-se em Usseira a agricultura, a floricultura, a indústria de mobiliário e a rede de frios, com o armazenamento de frutas e congelados.
Na gastronomia local exaltam-se o pão de milho e trigo, o cozido à portuguesa e as carnes de porco que envolvem a tradicional matança do animal.
Apesar de ser uma recente freguesia, existem já algumas coletividades que promovem atividades de cultura, de lazer e sociais, como é o caso da Associação Recreativa e Cultural da Usseira e o Centro de Apoio Social e Cultural de Usseira. »

## Brasão
«Escudo de verde, Árvore de ouro, arrancada de prata e frutada de vermelho e sustida por dois ursos de sua cor armados e lampassados de vermelho; em chefe, escudete antigo de azul, besantado e debruado de prata, entre dois crescentes do mesmo. Coroa mural de prata de três torres. Listel branco, com a legenda a negro, em maiúsculas: USSEIRA-ÓBIDOS.
- Árvore

Árvore de ouro, arrancada de prata e frutada de vermelho.
Representa as atividades económicas praticadas na freguesia, destacando-se a agricultura e o armazenamento de frutas, entre outras.
- Ursos

A árvore sustida por dois ursos de sua cor, armados e lampassados de vermelho.
Representam o topónimo da freguesia, "Usseira", derivado de "usso", o mesmo que "urso", podendo ser uma referência à fauna local na época da atribuição do topónimo, quando Usseira era apenas um lugar de Óbidos (S. Pedro).
- Escudetes e Crescentes

Em chefe, escudete antigo de azul, besantado e debruado de prata, entre dois crescentes do mesmo.
Representam a antiguidade do povoamento da Usseira, confirmada por inúmeras lendas que giram em volta da presença dos antigos povos peninsulares no local, e por vestígios arqueológicos que atestam a presença dos romanos e mais tarde dos árabes, sendo estes expulsos por D. Afonso Henriques.»

## Património
- Aqueduto da Usseira
- Igreja
- Capela de Santa Luzia
- Fontanário
- Escola e Jardim de Infancia